# 艾希费尔德
艾希费尔德是奥地利施蒂利亚州拉德克斯堡县的一个市镇。总面积17.98平方公里，总人口966人，人口密度53.7人/平方公里（2005年）。